# Oldenlandia salzmannii
Oldenlandia salzmannii là một loài thực vật có hoa trong họ Thiến thảo. Loài này được (DC.) Benth. & Hook.f. ex B.D.Jacks. mô tả khoa học đầu tiên năm 1894.

## Hình ảnh

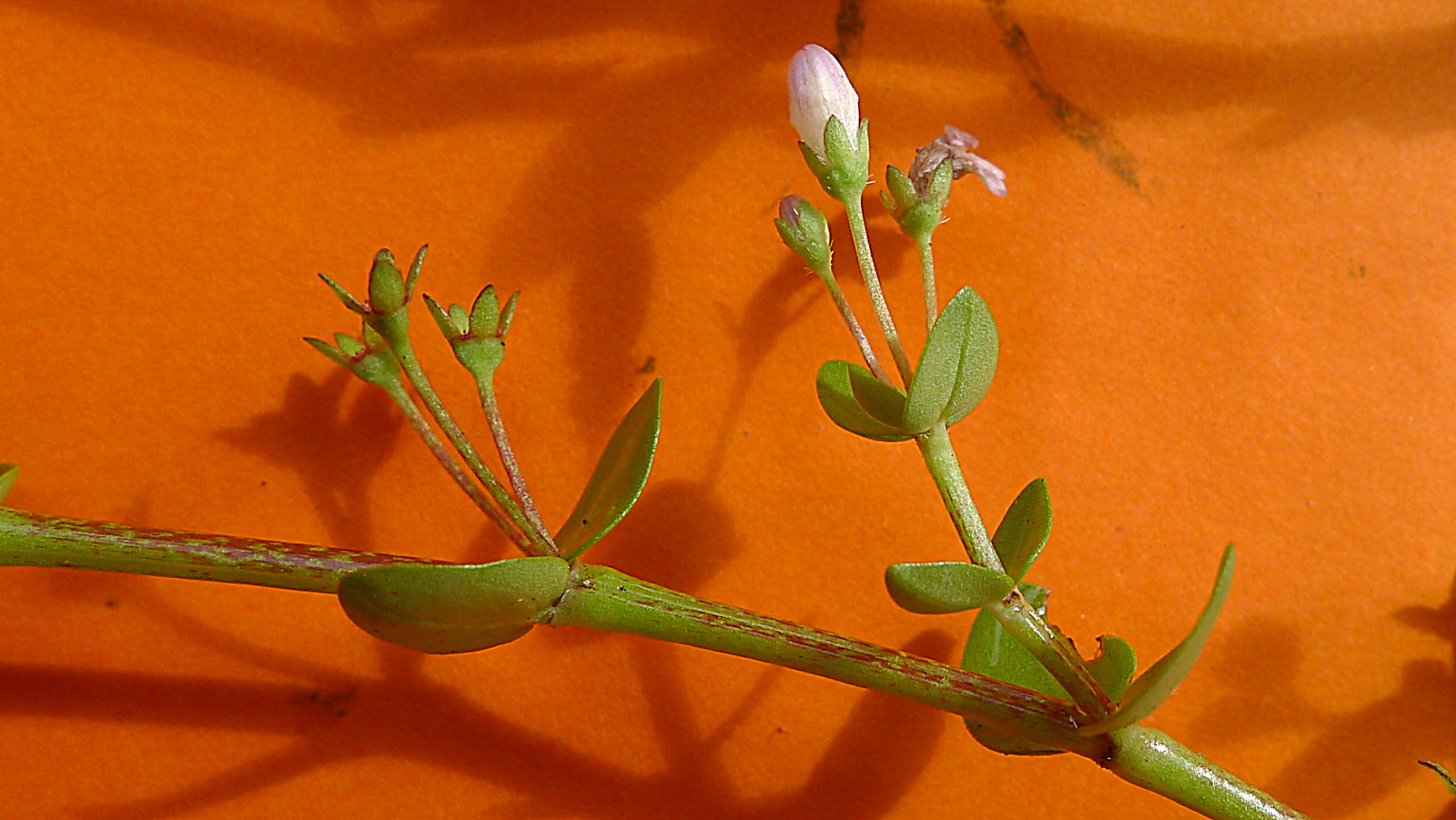
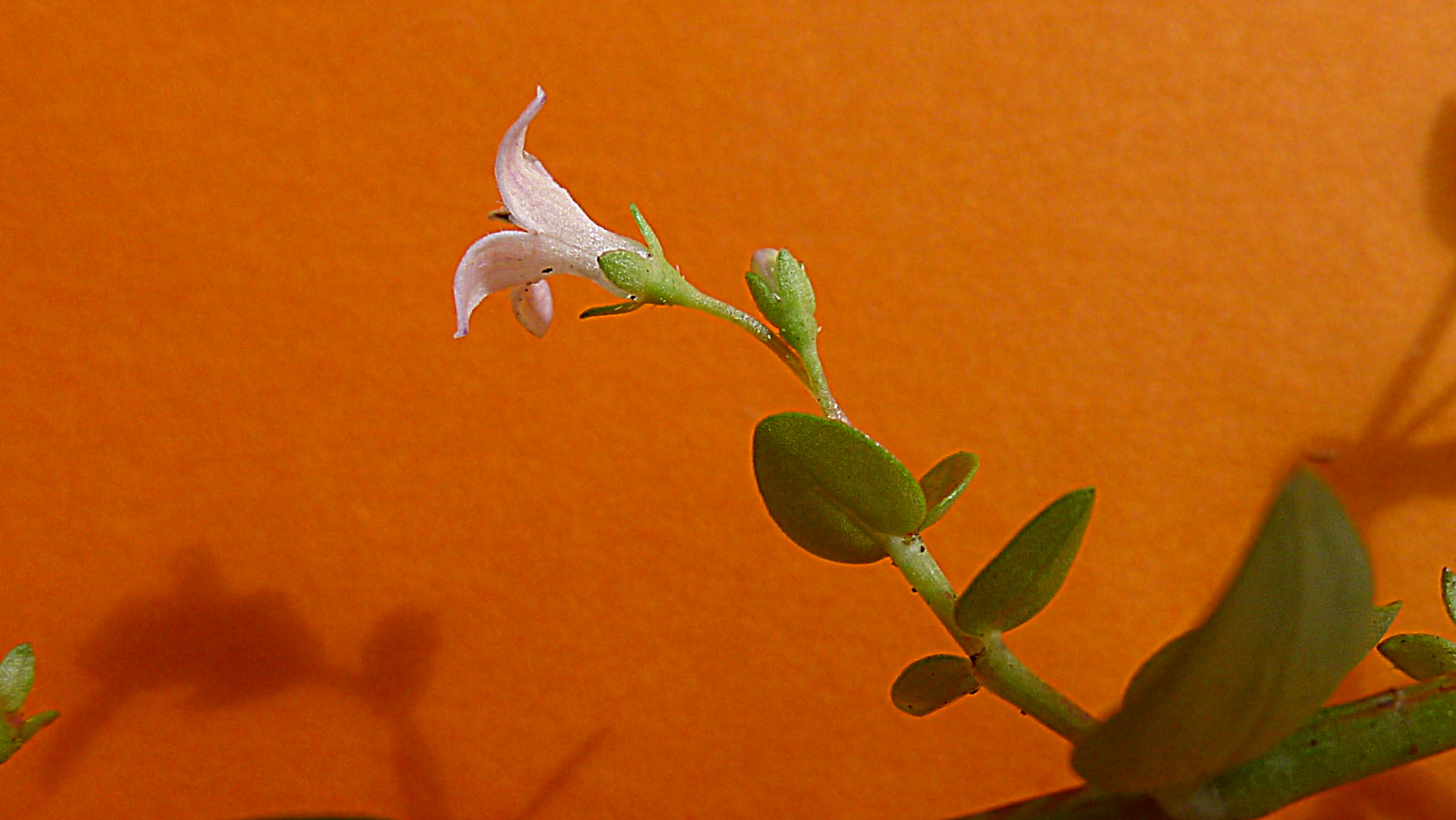
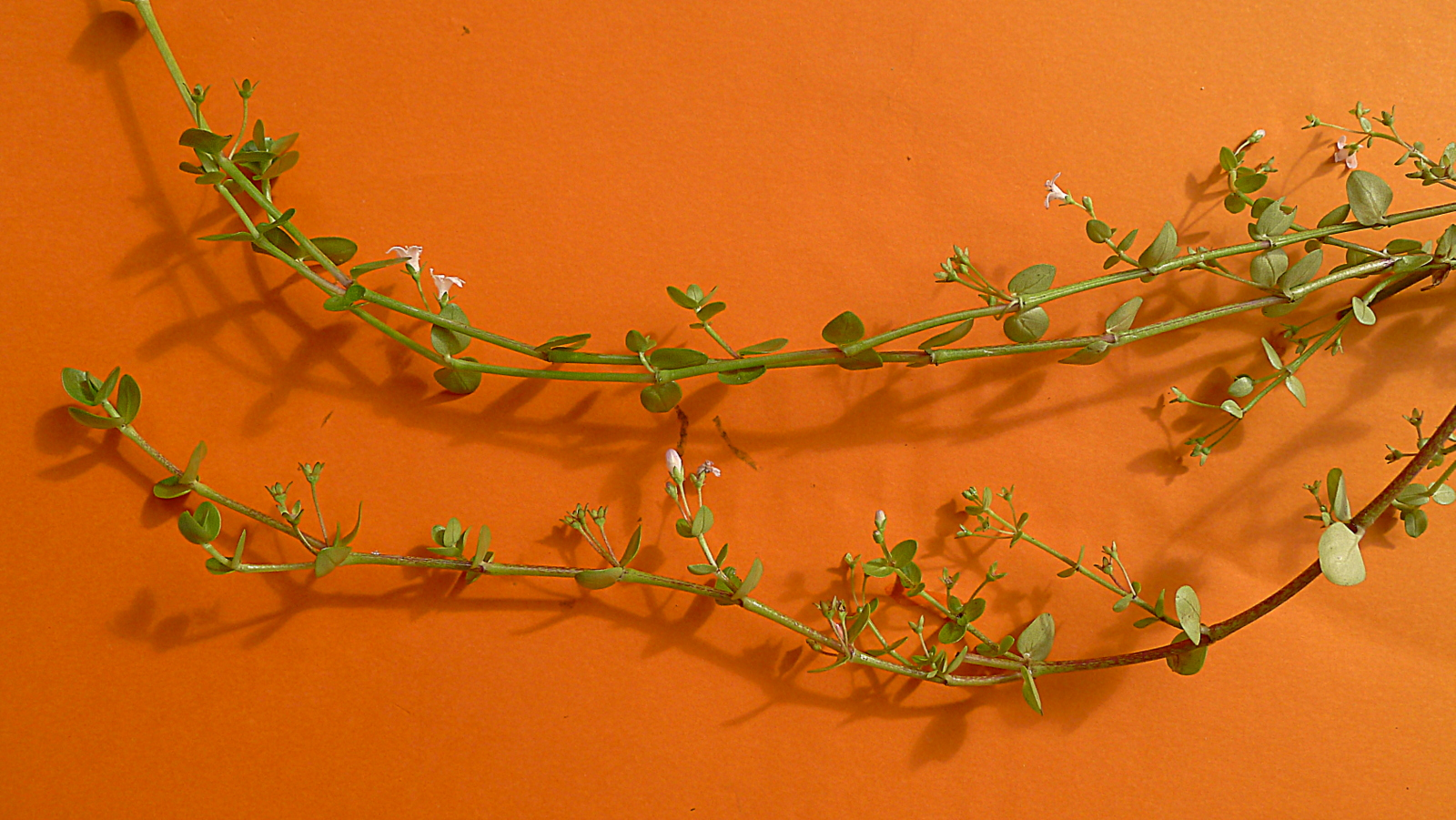
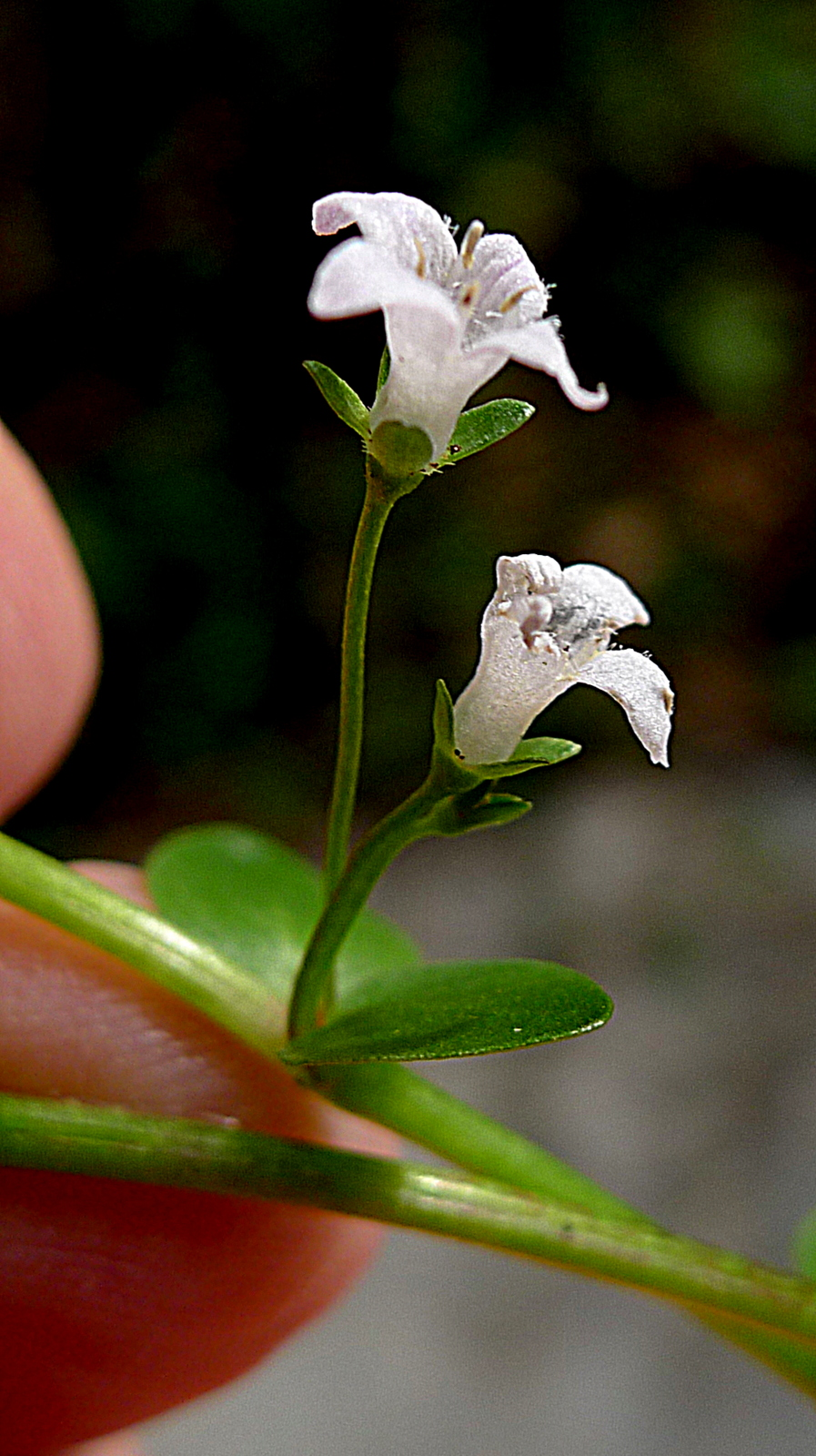